# August Desch
August George Desch, detto Gus (Newark, 12 dicembre 1898 – Evanston, 14 novembre 1964), è stato un ostacolista statunitense, specializzato nei 400 metri ostacoli.

## Palmarès

### Olimpiadi
- Bronzo a Anversa 1920 nei 400 metri ostacoli.